# Domenique Westberg
Domenique (Nika) Westberg, född 7 januari 1934 på Korsika, är en fransk-svensk målare.
Hon är dotter till konstnären Jean Aubine och Louisa Helena Gomez-Velutium och gift med Sören Westberg. Hon studerade konst för Yves Brayer vid Académie Julian och Académie de la Grande Chaumière i Paris. Separat ställde hon bland annat ut i Halmstad och hon medverkade i samlingsutställningar i Paris, Schweiz och på Galerie Bleu i Stockholm. Hennes konst består av en blandning av mystik och surrealism med inslag av inka- och aztekkultur.